# 当涂站
当涂站位于安徽省马鞍山市当涂县，有宁铜铁路经过，邮政编码243100。车站站场及其上下行区间均未电气化，距离南京西站102公里。车站隶属中国铁路上海局集团有限公司，现不办理客货运业务，是三等站。

## 概要
当涂站建于1935年，当时为五等站，设有80平方米的站房一座和2条股道。至1949年，车站站房面积增加至200米，同时设有一座土制站台一座。1959年，当涂站新建旅客候车室，面积400平方米。1972年，车站建成通往当涂肉联厂的专用线。1982年车站又新建售票房一座并新建第二座货运仓库:222,223。
当涂站设有3条到发线和1.5条货物线。另外设有一条全场1.4公里、通往雪润肉食品有限公司的专用线:222。车站自2005年4月1日起停办客运业务。
宁芜铁路扩能改造工程实施后，本站将被撤销。